# Mouzieys-Panens
Mouzieys-Panens è un comune francese di 219 abitanti situato nel dipartimento del Tarn nella regione dell'Occitania.

## Società

### Evoluzione demografica
Abitanti censiti